# Ecuación diferencial exacta
En matemáticas, una ecuación diferencial exacta es una ecuación diferencial ordinaria de primer orden que presenta la forma:
{\displaystyle M(x,y)\,dx+N(x,y)\,dy=0,\,\!}
donde las derivadas parciales de las funciones M y N: {\displaystyle {\frac {\partial M}{\partial y}}\,\!} y {\displaystyle {\frac {\partial N}{\partial x}}\,\!} son iguales. Esto es equivalente a decir que existe una función {\displaystyle F(x,y)} tal que:
{\displaystyle dF(x,y)={\frac {\partial F}{\partial x}}dx+{\frac {\partial F}{\partial y}}dy\,\!}
donde {\displaystyle {\frac {\partial F}{\partial x}}=M(x,y)\,\!} y {\displaystyle {\frac {\partial F}{\partial y}}=N(x,y)\,\!}.
Dado que {\displaystyle F(x,y)} es una función diferenciable, entonces, por el teorema de Clairaut, sus derivadas cruzadas deben ser iguales. Esto significa que:
{\displaystyle {\frac {\partial M}{\partial y}}={\frac {\partial N}{\partial x}}={\frac {\partial ^{2}F}{\partial x\partial y}}\,\!}.

## Método de resolución
Para resolver una ecuación diferencial de este tipo, se ha de seguir los siguientes pasos:
- Comprobar la exactitud de la ecuación, esto es, verificar si las derivadas parciales de M (con respecto a y) y de N (con respecto a x) son iguales.

- Se integra M o N a conveniencia (M respecto a x o N respecto a y) obteniéndose de este modo la solución general de la ecuación aunque con una función incógnita g que aparece como constante de integración. Esto es:

{\displaystyle F(x,y)=\int M\,dx+g(y)=\int N\,dy+g(x)\,\!}
- Para despejar la función g se deriva {\displaystyle F(x,y)\,\!} con respecto a la variable independiente de g.

{\displaystyle {\frac {\partial {F}}{\partial {y}}}={\frac {\partial {}}{\partial {y}}}\left(\int M\,dx\right)+{\frac {\partial {g(y)}}{\partial {y}}}\,\!}
{\displaystyle {\frac {\partial {F}}{\partial {x}}}={\frac {\partial {}}{\partial {x}}}\left(\int N\,dy\right)+{\frac {\partial {g(x)}}{\partial {x}}}\,\!}
- Se iguala la derivada parcial recién calculada de {\displaystyle F(x,y)} con M o N (si se integró M se iguala a N y viceversa.), despejando y luego integrando con respecto a la variable independiente de g; de este modo se encontrará la función g.

{\displaystyle N={\frac {\partial {}}{\partial {y}}}\left(\int M\,dx\right)+{\frac {\partial {g(y)}}{\partial {y}}}\,\!}
{\displaystyle g(y)=\int N\,dy-\int \left[{\frac {\partial {}}{\partial {y}}}\left(\int M\,dx\right)\right]\,dy\,\!}
{\displaystyle M={\frac {\partial {}}{\partial {x}}}\left(\int N\,dy\right)+{\frac {\partial {g(x)}}{\partial {x}}}\,\!}
{\displaystyle g(x)=\int M\,dx-\int \left[{\frac {\partial {}}{\partial {x}}}\left(\int N\,dy\right)\right]\,dx\,\!}
- Finalmente se reemplaza el g encontrado en la solución general {\displaystyle F(x,y)\,\!}.

{\displaystyle F(x,y)=\int M\,dx+\int N\,dy-\int \left[{\frac {\partial {}}{\partial {y}}}\left(\int M\,dx\right)\right]\,dy=C\,\!}
{\displaystyle F(x,y)=\int N\,dy+\int M\,dx-\int \left[{\frac {\partial {}}{\partial {x}}}\left(\int N\,dy\right)\right]\,dx=C\,\!}

## Factor integrante
Si una ecuación diferencial no es exacta, podría llegar a serlo si se multiplica por una función especial {\displaystyle \mu (x,y)\,\!} llamada factor integrante, tal que:
{\displaystyle \mu (x,y)M(x,y)\,dx+\mu (x,y)N(x,y)\,dy=0\,\!} sea exacta.
Cabe destacar que bajo ciertas condiciones el factor integrante siempre existe, pero solo para algunas formas de ecuaciones diferenciales es posible encontrarlo fácilmente:

### Factor integrante sólo en función dex.
Si la ecuación diferencial posee un factor integrante de la forma {\displaystyle \mu (x)\,\!}, entonces se puede hallar su expresión mediante la siguiente fórmula:
{\displaystyle \mu (x)=e^{\int {\frac {M_{y}-N_{x}}{N}}\,dx}\,\!}
Cabe decir que para que {\displaystyle \mu (x)} exista, es condición necesaria y suficiente que el miembro {\displaystyle {\frac {M_{y}-N_{x}}{N}}} tiene que ser función únicamente de x.
(Aclarando que {\displaystyle M_{y}} y {\displaystyle N_{x}} equivalen a las parciales de estas; {\displaystyle {\frac {\partial {M}}{\partial {y}}}} y {\displaystyle {\frac {\partial {N}}{\partial {x}}}} respectivamente).
Ejemplo: {\displaystyle (3x^{2}y+x^{3}y+5y^{2})dx+(x^{3}+10y)dy=0}, entonces {\displaystyle {\frac {M_{y}-N_{x}}{N}}=1} y por lo tanto {\displaystyle \mu (x)=e^{x}} por lo que tenemos la ecuación exacta:
{\displaystyle (3x^{2}y+x^{3}y+5y^{2})e^{x}dx+(x^{3}+10y)e^{x}dy=0}
La solución general viene dada implícitamente por: {\displaystyle F(x,y)=(x^{3}y+5y^{2})e^{x}=c}

### Factor integrante sólo en función dey.
Si la ecuación diferencial posee un factor integrante de la forma {\displaystyle \mu (y)\,\!}, entonces se puede hallar su expresión mediante la siguiente fórmula:
{\displaystyle \mu (y)=e^{\int {\frac {N_{x}-M_{y}}{M}}\,dy}\,\!}
Ejemplo: {\displaystyle (3x^{2}y+y^{2})dx+(y^{2}-x^{3})dy=0}, entonces {\displaystyle {\frac {N_{x}-M_{y}}{M}}={\frac {-2}{y}}} y por lo tanto {\displaystyle \mu (y)={\frac {1}{y^{2}}}} por lo que tenemos la ecuación exacta:
{\displaystyle \left(1+3{\frac {x^{2}}{y}}\right)dx+\left(1-{\frac {x^{3}}{y^{2}}}\right)dy=0}
La solución general viene dada implícitamente por: {\displaystyle F(x,y)=x+y+{\frac {x^{3}}{y}}=c}

### Factor integrante sólo en función dex+y.
Si la ecuación diferencial posee un factor integrante de la forma {\displaystyle \mu (x+y)\,\!}, entonces se puede hallar su expresión mediante la siguiente fórmula:
{\displaystyle \mu (x+y)=e^{\int {\frac {N_{x}-M_{y}}{M-N}}\,dz}\,\!} Con {\displaystyle z=x+y}
Ejemplo: {\displaystyle (3xy-y^{2})dx+(x^{2}-4y^{2}+xy)dy=0}, entonces {\displaystyle {\frac {N_{x}-M_{y}}{M-N}}={\frac {1}{x+y}}} y por lo tanto {\displaystyle \mu (x+y)=x+y} por lo que tenemos la ecuación exacta:
{\displaystyle [(x+y)(3xy-y^{2})]dx+[(x+y)(x^{2}-4y^{2}+xy)]dy=0}
La solución general viene dada implícitamente por: {\displaystyle F(x,y)=(x+y)^{2}(xy-y^{2})=c}

### Factor integrante sólo en función dex·y.
Si la ecuación diferencial posee un factor integrante de la forma {\displaystyle \mu ({x}{y})\,\!}, entonces se puede hallar su expresión mediante la siguiente fórmula:
{\displaystyle \mu (xy)=e^{\int {\frac {M_{y}-N_{x}}{N*y-M*x}}\,dz}\,\!} Con {\displaystyle z=x\cdot y}
Donde {\displaystyle M*x=} M·x
Cabe mencionar que:
{\displaystyle M_{y}={\frac {\partial M}{\partial y}},N_{x}={\frac {\partial N}{\partial x}}\,\!}
Ejemplo: {\displaystyle (y+x^{3}y+2x^{2})dx+(x+4xy^{4}+8y^{3})dy=0}, entonces {\displaystyle {\frac {M_{y}-N_{x}}{N.y-M.x}}={\frac {-1}{xy+2}}} y por lo tanto {\displaystyle \mu (xy)={\frac {1}{xy+2}}} por lo que tenemos la ecuación exacta:
{\displaystyle {\frac {y+x^{3}y+2x^{2}}{xy+2}}dx+{\frac {x+4xy^{4}+8y^{3}}{xy+2}}dy=0}
La solución general viene dada implícitamente por: {\displaystyle F(x,y)={\frac {1}{3}}x^{3}+y^{4}+\ln {(xy+2)}=c}

### Factor integrante sólo en función dex2+y2{\displaystyle x^{2}+y^{2}}
Si la ecuación diferencial posee un factor integrante de la forma {\displaystyle \mu (x^{2}+y^{2})}, entonces se puede hallar su expresión mediante la siguiente fórmula:
{\displaystyle \mu (xy)=e^{{\frac {1}{2}}\int {\frac {M_{y}-N_{x}}{N*x-M*y}}\,dz}\,\!} Con {\displaystyle z=x^{2}+y^{2}}
Ejemplo: {\displaystyle (x-y)dx+(x+y)dy=0}, entonces {\displaystyle {\frac {M_{y}-N_{x}}{N.x-M.y}}={\frac {-2}{x^{2}+y^{2}}}} y por lo tanto {\displaystyle \mu (x^{2}+y^{2})={\frac {1}{x^{2}+y^{2}}}} por lo que tenemos la ecuación exacta:
{\displaystyle {\frac {x-y}{x^{2}+y^{2}}}dx+{\frac {x+y}{x^{2}+y^{2}}}dy=0}
La solución general viene dada implícitamente por: {\displaystyle F(x,y)={\frac {1}{2}}\ln {(x^{2}+y^{2})}-\arctan {\left({\frac {x}{y}}\right)}=c}